# Nusha Hill
Der Nusha Hill (englisch; bulgarisch Нушин хълм Nuschi chalm) ist ein 251 m hoher und felsiger Hügel auf der Livingston-Insel im Archipel der Südlichen Shetlandinseln. Er ragt 1,5 km nordöstlich des Binn Peak, 0,4 km südlich des Doc Peak, 0,45 km südsüdwestlich des Castro Peak und 4,51 km westnordwestlich des Canetti Peak im Süden der Hurd-Halbinsel auf. Mit dem Doc Peak ist er über einen 200 m hohen Sattel verbunden. Besonders markant sind seine Ost-, Süd- und Westhänge. Ein Blockgletscher liegt südwestlich, die False Bay östlich und die Glaciar Rocoso Cove südsüdwestlich von ihm.
Spanische Wissenschaftler kartierten ihn 1991. Die bulgarische Kommission für Antarktische Geographische Namen benannte ihn 2011 nach Nuscha Iwanowa (* 1986), die zwischen 2002 und 2003 sowie von 2010 bis 2011 an bulgarischen Antarktiskampagnen beteiligt war.